# Лур'є Віра Йосипівна
Віра Йосипівна Лур'є (рос. Ве́ра Ио́сифовна (О́сиповна) Лурье́, нім. Vera Lourié, *8 квітня 1901, Санкт-Петербург — †11 вересня 1998, Берлін) — російська поетеса.

## Біографія
Народилася в єврейській сім'ї. Її батько був лікарем-дерматологом, випускником Київського університету, що прийняв лютеранство та відкрив у Санкт-Петербурзі приватну клініку на Гороховій вулиці; до початку Першої світової війни він також завідував військовим санаторієм. Матір — Марія Павлівна Лур'є, родом з Балти, була дочкою біржового маклера, якому, як купцеві першої гільдії, було дозволено покинути лінію осідлості та поселитися в столиці.
Після закінчення гімназії Л. С. Таганцевої, Віра Лур'є відвідувала Будинок мистецтв, де займалася в театральній студії Н. Євреїнова і поетичній студії Н. Гумільова. Зі своми віршами вона ввійшла в коло поетів, близьких акмеїзму, і стала членкинею групи «Звучна раковина». Особливо близька вона була з Костянтином Вагіновим.
Восени 1921 року емігрувала в Берлін, де одразу після Жовтневої революції влаштувалися її дідусь та бабуся. Виступала як літературний критик у виданнях «Голос России», «Дни», «Новая русская книга» та інших. Регулярно публікувала вірші в газеті «Дни». Близько дружила з Андрієм Бєлим, входила до гурту російської інтелігенції, що склався в місті (група Еренбурга, Ніна Берберова, Олександр Бахрах, останній — її родич).
Коли в 1924 році Берлін втратив свої позиції як центр російської еміграції, Лур'є стала писати менше віршів, працювала вчителькою російської мови. В 1938 році вона була заарештована гестапо, але швидко була звільнена (її матір була депортована в концентраційний табір Терезієнштадт). В середині 1950-х років написала для газети «Русская мысль» декілька віршів та спогади про Н. Євреїнова. З 1983 року вона писала німецькою мовою, авторка спогадів.
 Лірика Лур'є вирізняється ясністю та лаконічністю, як у акмеїстів. 

## Сім'я
- Дядько (чоловік сестри батька, Дори Лур'є) — лікар-пульмонолог і бактеріолог Філіп Маркович Блюменталь, директор хіміко-бактеріологічного інституту, один із засновників Всеросійської ліги боротьби з туберкульозом, яка під його керівництвом 20 квітня 1911 року вперше провела акцію проти туберкульозу легень «День білої ромашки».
- Дядько (двоюрідний брат матері) — диригент, заслужений діяч мистецтв РС ФСР Олександр Борисович Хессін (1869–1955).

## Твори
- Стихотворения. Берлин, 1987.